# Stadtgeschichtliches Museum (Königsberg)

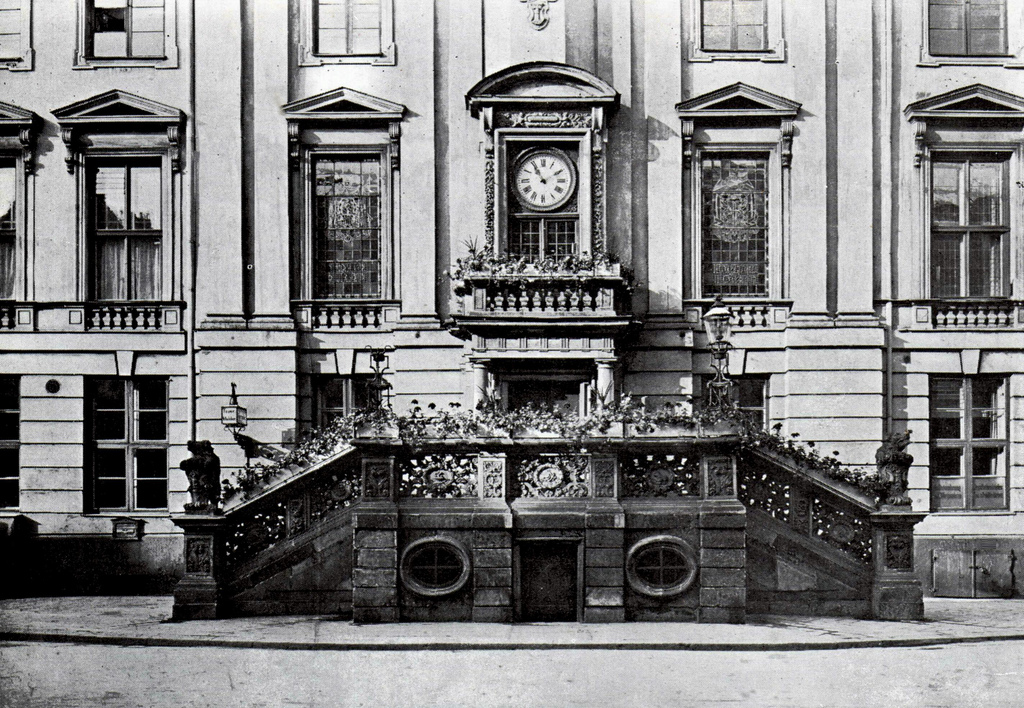
Kneiphöfsches Rathaus

Das Stadtgeschichtliche Museum Königsberg war ein Museum, das zwischen 1928 und 1944 Erinnerungsstücke von Königsberg (Preußen) zeigte.

## Geschichte
Als die Stadtverwaltung 1927 in das neue Stadthaus umsiedelte und das Rathaus in Kneiphof frei wurde, initiierte der Maler Eduard Anderson ein Stadtgeschichtliches Museum. Mit 25 Zimmern wurde es 1928 eröffnet. Auf Grundlage der in der Stadtbibliothek Königsberg aufbewahrten Kantiana enthielt es seit 1938 auch ein Kant-Museum. Das Museum besaß Porträts von Johann Georg Hamann und August Wilhelm Heidemann, eine Büste von E.T.A. Hoffmann, eine Münzensammlung und wertvolle Decken aus Königsberger Häusern, dazu die Fahne vom Ostpreußischen National-Kavallerie-Regiment, ein Wikingerschwert, alte Kupferstiche, Hausrat und vieles mehr. Im Museum hielt Anderson seine „begeisternden Vorträge“. Die Direktoren des Museums waren Anderson (ab 1927) und Fritz Gause (ab 1938). Bei den britischen Luftangriffen auf Königsberg im August 1944 verbrannten die Bestände. Erhaltenes wurde vom Museum Stadt Königsberg verwahrt. Als das Duisburger Museum aufgegeben wurde, kam es in das Ostpreußische Landesmuseum in Lüneburg.